# Antonio Farina (scenografo)
Antonio Farina (15 settembre 1968) è uno scenografo italiano.

## Biografia
Nato nel 1968, consegue il diploma di scenografo all'Accademia di belle arti di Napoli. Terminati gli studi inizia la sua attività come assistente scenografo con Mario Di Pace, e in seguito con Paola Bizzarri, Marta Maffucci, Rita Rabassini, sui film di Antonio Capuano, Wilma Labate, Luciano Odorisio, Vincenzo Marra, Gabriele Salvatores, arrivando così a firmare nel 2001 la sua prima scenografia per il film Lettere al vento di Edmond Budina, vincitore del premio qualità Mibac e continuando la sua attività di scenografo collaborando con registi come Diego Olivares, Alessandro Piva, Paolo Sorrentino, Giuseppe Gagliardi, Valeria Golino, Pappi Corsicato, Alessandro D'Alatri, John Turturro.

## Filmografia

### Scenografo
- Formaldeide, regia di Maddalena Ravagli (1995)
- L'amore non ha confini, regia di Paolo Sorrentino (1998)
- Lettere al vento, regia di Edmond Budina (2003)
- I cinghiali di Portici, regia di Diego Olivares (2003)
- Mineurs, regia di Fulvio Wetzl (2007)
- Il seme della discordia, regia di Pappi Corsicato (2008)
- Armandino e il madre, regia di Valeria Golino (2010)
- Passione, regia di John Turturro (2010)
- Passannante, regia di Sergio Colabona (2011)
- Tatanka, regia di Giuseppe Gagliardi (2011)
- Pandemia, regia di Lucio Fiorentino (2012)
- I milionari, regia di Alessandro Piva (2014)
- A Napoli non piove mai, regia di Sergio Assisi (2015)
- Troppo napoletano, regia di Gianluca Ansanelli (2016)
- Veleno, regia di Diego Olivares (2017)
- Nato a Casal di Principe, regia di Bruno Oliviero (2017)
- Bob & Marys - Criminali a domicilio, regia di Francesco Prisco (2018)
- I bastardi di Pizzofalcone 2, regia di Alessandro D'Alatri (2018)
- Rosa Pietra e Stella, regia di Marcello Sannino (2019)
- Mare fuori, regia di Carmine Elia, Milena Cocozza, Ivan Silvestrini, Ludovico Di Martino (2020-2025)
- Resta con me, regia di Monica Vullo - serie TV (2023)
- Per Elisa - Il caso Claps, regia di Marco Pontecorvo - miniserie TV (2023)

### Assistente Scenografo
- Pianese Nunzio, 14 anni a maggio, regia di Antonio Capuano (1996)
- I vesuviani, registi vari, episodio Sofialòren (Antonio Capuano), episodio La stirpe di Iana, (Pappi Corsicato), episodio Maruzzella, (Antonietta de Lillo) (1997)
- La Medaglia, regia di Sergio Rossi (1997)
- Dio ci ha creato gratis, regia di Angelo Antonucci (1998)
- Polvere di Napoli, regia di Antonio Capuano (1998)
- Senza movente, regia di Luciano Odorisio (1999)
- Appassionate, regia di Tonino De Bernardi (1999)
- Denti, regia di Gabriele Salvatores (2000)
- Domenica, regia di Wilma Labate (2001)
- Tornando a casa, regia di Vincenzo Marra (2001)